# 旋风九日
《旋风九日》（英語：Mr. Deng Goes to Washington，又名《九天——1979年邓小平访美》），中国大陆纪录片，导演和编剧是傅红星，主演邓小平、亨利·基辛格、吉米·卡特、兹比格涅夫·布热津斯基。该片是第一部以1979年邓小平访美为题材的中国大陆电影。该片主要政治含义是纪念中美建交35周年、中华人民共和国成立65周年、邓小平诞辰110周年。

## 剧情
该片讲述了1979年中国国务院副总理邓小平的九天访美旅程。

## 演出
- 邓小平 出演 他自己
- 亨利·基辛格 出演 他自己
- 吉米·卡特 出演 他自己
- 兹比格涅夫·布热津斯基 出演 他自己
- 老布什 出演 他自己

## 曲目
- 主题曲《还没来得及》；作曲：陈曦、董冬冬；演唱：王铮亮

## 制作
2014年5月12日，该片的启动仪式暨开机发布会在北京师范大学举行，得到中国大陆商界大佬的力挺。